# فاليري أبو شقرا
فاليري أبو شقرا (15 يناير 1992 -)، ممثلة لبنانية، وهي حاملة لقب ملكة جمال لبنان لعام 2015.

## مشوارها المهني
درست إذاعة وتلفزيون في الجامعة اللبنانية الأمريكية في بيروت، ببدايتها كانت تظهر في الإعلانات ومن أبرزها ظهورها خلال الفاصل الدعائي لقناة إم بي سي 1 منذ عام 2012، شاركت في مسابقة ملكة جمال لبنان وحازت على اللقب، مثلت بلدها لبنان في مسابقة ملكة جمال العالم عام 2015 وحلت ضمن الـ 5 الأوائل. حصلت على لقب أجمل وجه لعام 2015.

### حياتها الأسرية
في حزيران 2019 أعلنت خطوبتها من رجل الأعمال اللبناني «زياد عمار»
في الأول من أغسطس 2020 تزوجت رسمياً  وفي يوليو 2021 رزقت بابنتين توأم

### مشاركتها في برنامج رقص النجوم
- (2016): شاركت في برنامج رقص النجوم وحلت في المركز الثالث.

### تقديم البرامج
- (2017): قدمت برنامج بروجكت رانواي الشرق الأوسط في موسمه الثاني الذي عرض على شاشة mbc4.

### التمثيل
- (2014) عشرة عبيد صغار (صوفي)
- (2018) الهيبة العودة (مريم (حبيبة جبل))
- (2019) ما فيي (ياسما فوزي)
- (2020) ما فيي 2 (ياسما فوزي)
- (2021) لا حكم عليه (المحامية زمن بيطار)
- (2022) من إلى (مي)

## وصلات خارجية
- فاليري أبو شقرا على موقع IMDb (الإنجليزية)
- فاليري أبو شقرا على موقع قاعدة بيانات الفيلم (الإنجليزية)